# فلسطيني بلا هوية (كتاب)
كتاب فلسطيني بلا هوية هو كتاب يحوي مجموعة من المقابلات التي أجراها المؤلف الفرنسي أريك رولو مع صلاح خلف. صدر الكتاب عام 1978. يعتقد الكاتب صلاح خلف، أن المواطن الفلسطيني أخطأ حين وثق بالأنظمة العربية، كما يظهر المؤلف الفرنسي أن هدف الكتاب لم يكن أن يتحدث عن نفسه وعن تجاربه الشخصية.